# Hymenasplenium
Hymenasplenium, rod papratnjača iz porodice slezeničevki. Postoje 63 priznate vrste i tri hibrida, uglavnom iz tropske Azije i Kine, nekoliko iz tropske Amerike, nekoliko sa Pacifika i jedna iz tropske Afrike
Odvajanje od od roda Asplenium podupiru Ohlsen et al. (2014).

## Vrste
1. Hymenasplenium amoenum (C. Presl ex Mett.) Ranil
2. Hymenasplenium andohahelense Viane
3. Hymenasplenium antsirananense Viane
4. Hymenasplenium apogamum (N. Murak. & Hatan.) Nakaike
5. Hymenasplenium basiscopicum (R. C. Moran & Sundue) L. Regalado & Prada
6. Hymenasplenium cardiophyllum (Hance) Nakaike
7. Hymenasplenium changputungense (Ching) Viane & S. Y. Dong
8. Hymenasplenium cheilosorum (Kunze ex Mett.) Tagawa
9. Hymenasplenium chingii K. W. Xu, Li Bing Zhang & W. B. Liao
10. Hymenasplenium delitescens (Maxon) L. Regalado & Prada
11. Hymenasplenium denticulatum K. W. Xu, Li Bing Zhang & W. B. Liao
12. Hymenasplenium distans Li Bing Zhang, K. W. Xu & Liang Zhang
13. Hymenasplenium excisum (C. Presl) S. Linds.
14. Hymenasplenium filipes (Copel.) Sugim.
15. Hymenasplenium furfuraceum (Ching) Viane & S. Y. Dong
16. Hymenasplenium guineense Li Bing Zhang, W. B. Liao & K. W. Xu
17. Hymenasplenium hastifolium K. W. Xu, Li Bing Zhang & W. B. Liao
18. Hymenasplenium hoffmannii (Hieron.) L. Regalado & Prada
19. Hymenasplenium hondoense (N. Murak. & Hatan.) Nakaike
20. Hymenasplenium ikenoi (Makino) Viane
21. Hymenasplenium inthanonense N. Murak. & J. Yokoy.
22. Hymenasplenium kenyense Li Bing Zhang, K. W. Xu & Kamau
23. Hymenasplenium kinabaluense Li Bing Zhang & K. W. Xu
24. Hymenasplenium laetum (Sw.) L. Regalado & Prada
25. Hymenasplenium laterepens N. Murak. & X. Cheng ex Y. Fen Chang & K. Hori
26. Hymenasplenium latidens (Ching) Viane & S. Y. Dong
27. Hymenasplenium madagascariense Li Bing Zhang, W. B. Liao & K. W. Xu
28. Hymenasplenium neocaledonicum Li Bing Zhang & K. W. Xu
29. Hymenasplenium ngheanense Li Bing Zhang, K. W. Xu & N. T. Lu
30. Hymenasplenium nigricostatum Li Bing Zhang & K. W. Xu
31. Hymenasplenium obliquissimum (Hayata) Sugim.
32. Hymenasplenium obscurum (Blume) Tagawa
33. Hymenasplenium obtusifolium (L.) L. Regalado & Prada
34. Hymenasplenium ofeliae (Salgado) Barcelona & Pelser
35. Hymenasplenium oligosorum Li Bing Zhang, K. W. Xu & Lorence
36. Hymenasplenium ortegae (N. Murak. & R. C. Moran) L. Regalado & Prada
37. Hymenasplenium perriei Li Bing Zhang & K. W. Xu
38. Hymenasplenium phamhoanghoi Li Bing Zhang, K. W. Xu & T. T. Luong
39. Hymenasplenium praestans (Copel.) Testo, Riibe & Sundue
40. Hymenasplenium pseudobscurum Viane
41. Hymenasplenium pubirhizoma (Ching & Z. Y. Liu) K. W. Xu & Li Bing Zhang
42. Hymenasplenium purpurascens (Mett. ex Kuhn) L. Regalado & Prada
43. Hymenasplenium quangnamense Li Bing Zhang, K. W. Xu & Liang Zhang
44. Hymenasplenium queenslandicum Li Bing Zhang & K. W. Xu
45. Hymenasplenium quercicola (Ching) Viane & S. Y. Dong
46. Hymenasplenium repandulum (Kunze) L. Regalado & Prada
47. Hymenasplenium riparium (Liebm.) L. Regalado & Prada
48. Hymenasplenium rivulare (Fraser-Jenk.) Viane & S. Y. Dong
49. Hymenasplenium sabahense Li Bing Zhang, K. W. Xu & C. W. Chen
50. Hymenasplenium samoaense Li Bing Zhang, K. W. Xu & K. R. Wood
51. Hymenasplenium sinense K. W. Xu, Li Bing Zhang & W. B. Liao
52. Hymenasplenium solomonense Li Bing Zhang & K. W. Xu
53. Hymenasplenium speluncicola Li Bing Zhang, K. W. Xu & H. He
54. Hymenasplenium subnormale (Copel.) Nakaike
55. Hymenasplenium szechuanense (Ching) Viane & S. Y. Dong
56. Hymenasplenium trapeziforme (Wall. ex Roxb.) comb. ined.
57. Hymenasplenium triquetrum (N. Murak. & R. C. Moran) L. Regalado & Prada
58. Hymenasplenium unilaterale (Lam.) Hayata
59. Hymenasplenium vanuatuense Li Bing Zhang & K. W. Xu
60. Hymenasplenium volubile (N. Murak. & R. C. Moran) L. Regalado & Prada
61. Hymenasplenium wangpeishanii Li Bing Zhang & K. W. Xu
62. Hymenasplenium wildii (Bail.) D. J. Ohlsen
63. Hymenasplenium wusugongii Li Bing Zhang, W. B. Liao & K. W. Xu
64. Hymenasplenium × doanyense Viane
65. Hymenasplenium × excurum Viane
66. Hymenasplenium × incisoserratum (Rosenst.) comb. ined.